# Juan González Montenegro
Juan González Montenegro (Noya, 17 de febrero de 1861 - Argentina, ¿?) fue un periodista, escritor, militar y explorador español. 

## Trayectoria
Estudió Bachillerato en Santiago de Compostela. Emigró a Cuba en 1875, con tan sólo catorce años. Se dedicó al periodismo, colaborando en La Voz de Cuba y El Asimilista y fundó los semanarios El Duende y El Noticiero Ilustrado y los periódicos El Brujo, El Combate de Camajuaní, La Tribuna de Manzanillo, La Opinión Pública de Santiago de Cuba, La Nación y La Voz de Galicia, en el que popularizó los pseudónimos El Brujo y Montenegro. Mantuvo polémicas con Waldo Álvarez Insua. Publicó por entregas en La Coruña "El álbum de un guerrillero, páginas de la guerra de Cuba de 1895 a 1898" sobre la guerra Hispano-Estadounidense en la que luchó contra la emancipación de los cubanos.
En 1899 se marchó a Montevideo y luego a Buenos Aires, donde dirigió el Correo de Galicia en su segunda etapa (1899-1900). Falleció en Argentina.

## Obras
- El álbum de un guerrillero, páginas de la guerra de Cuba de 1895 a 1898, 1899.
- A través de los desiertos. Aventuras de un explorador, 1907.
- España no muere (drama lírico).